# Periphanesthes
Periphanesthes är ett släkte av skalbaggar. Periphanesthes ingår i familjen Cetoniidae.
Kladogram enligt Catalogue of Life:
| Periphanesthes | \| \| Periphanesthes aurora \| \| \| \| \| \| Periphanesthes blanda \| \| \| \| |
|                | \| \| Periphanesthes aurora \| \| \| \| \| \| Periphanesthes blanda \| \| \| \| |
|                | Periphanesthes aurora                                                           |
|                |                                                                                 |
|                | Periphanesthes blanda                                                           |
|                |                                                                                 |